# Urus-Martan (okres)
Okres Urus-Martan, (čečensky Хьалха-Мартан кIошт, rusky Урус-Мартановский район) leží v centrální části Čečenské autonomní republiky Ruské federace. Správním centrem okresu je město Urus-Martan s více než 49 tisíci obyvateli v roce 2010. Okres leží zhruba 17 km jihozápadním směrem od hlavního města Čečenska Grozného.

## Geografie
Okres Urus Martan má rozlohu 650 km². Na západě sousedí s okresem Ačchoj-Martan, na severu a východě s hlavním městem Groznyj a Grozněnským okresem, na jihovýchodě s Šatojským okresem a na jihu s okresem Galan-Čož.
Na území okresu se nachází 12 menších říčních toků. Severní hranice okresu sleduje pravý břeh řeky Sunžy, která je od okresního města vzdálená cca 9 km. Žádná z hor na území okresu nedosahuje výšky 1000 m n. m. Nejvyššími vrcholy jsou Goj (970 m n. m.) a Čergen (938,5 m n. m.). Místní hospodářství má čistě zemědělský charakter.

## Historie
Okres Urus-Martan jako samostatná administrativní jednotka byl založen 30. listopadu 1922. Na základě rozhodnutí Celoruského ústředního výkonného výboru z 1. 8. 1934 byl v rámci Čečensko-Ingušské autonomní oblasti SSSR vytvořen nový Grozněnský okres, do nějž byly včleněny některé obce a území okresu Urus-Martan. Po násilné deportaci veškerého čečenského obyvatelstva v únoru roku 1944 byl okres přejmenován na Krasnoarmejský a pod tímto jménem existoval až do roku 1957.

## Osídlení
Na území okresu se nachází 12 střediskových obcí. Vedle okresního sídla Urus-Martan jsou největšími vesnicemi Gojty (rusky Гойты, čečensky ГӀойтӀа) a Gechi (rusky Гехи, čečensky ГихтӀа), obojí počtem obyvatel přes 10 tisíc v roce 2010.

## Obyvatelstvo
Vývoj obyvatelstva
| Rok  | Počet obyvatel |
| ---- | -------------- |
| 1989 | 85 087         |
| 2002 | 61 181         |
| 2010 | 120 585        |
| 2014 | 130 997        |